# Carlos Mozer
José Carlos Nepomuceno Mozer (Rio de Janeiro, 19 settembre 1960) è un allenatore di calcio ed ex calciatore brasiliano, di ruolo difensore.

## Carriera

### Giocatore

#### Club
La carriera di Mozer ha inizio nel club carioca del Flamengo, per il quale gioca quasi 300 partite in 7 anni, segnando 21 gol e imponendosi all'attenzione degli osservatori europei, grazie anche alla convocazione in nazionale di calcio brasiliana, arrivata per la prima volta nel 1983, e al Mundialito dello stesso anno in Italia. Nel 1987 arriva la prima esperienza europea, grazie al Benfica, che porta Mozer in Portogallo. Nella squadra lusitana il difensore gioca da titolare e colleziona 79 presenze in 2 stagioni, e riesce a segnare 11 reti. Nel 1989 si trasferisce in Francia, all'Olympique Marsiglia, dove rimane fino al 1992, segnando meno che in Portogallo ma vincendo tre campionati francesi consecutivi. Nel 1992 Carlos Mozer torna al Benfica, la sua vecchia squadra, a 32 anni e lì rimane su buoni livelli, fino al 1995, anno nel quale sceglie di chiudere la carriera in J-League, ai Kashima Antlers.

#### Nazionale
Nel Brasile Mozer esordisce il 29 giugno 1983 contro il Cile, restando nel giro della nazionale per 11 anni, disputando l'ultima partita nel 1994 in un'amichevole in Francia. Con la sua nazionale ha partecipato a Italia 1990.

### Allenatore
Dopo essere stato il vice di José Mourinho al Benfica, Mozer ha accettato la chiamata degli angolani dell'Interclube nel 2006 legandosi al club con un contratto biennale. Dopo l'esperienza angolana è stato chiamato ad allenare il Raja Casablanca, finché, nel 2011, si è accasato al Naval.

## Palmarès

### Giocatore

#### Competizioni statali
- Campionato Carioca: 2

Flamengo: 1981, 1986

#### Competizioni nazionali
- Campionato brasiliano: 2

Flamengo: 1982, 1983
- Campionato francese: 3

Olympique Marsiglia: 1990, 1991, 1992
- Campionato portoghese: 2

Benfica: 1989, 1994
- J-League: 1

Kashiwa Antiers: 1996

#### Competizioni internazionali
- Coppa Libertadores: 1

Flamengo: 1981
- Coppa Intercontinentale: 1

Flamengo: 1981

### Allenatore

#### Competizioni nazionali
- Girabola: 1

Interclube: 2007